# El Isidro

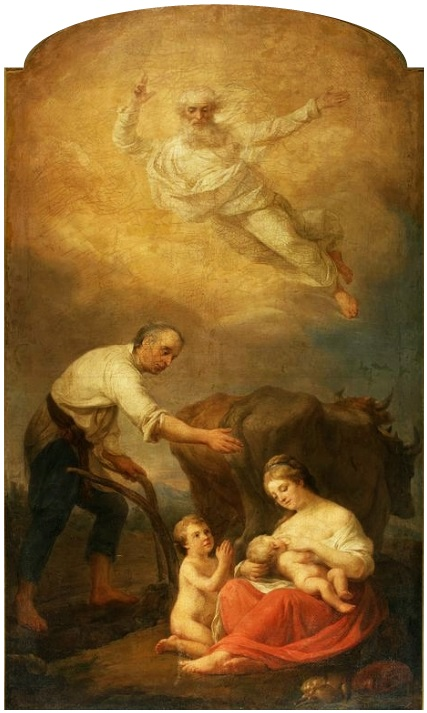
Marcello Bacciarelli, Święty Izydor

El Isidro (Izydor) – poemat epicki o charakterze hagiograficznym hiszpańskiego poety i dramaturga Złotego Wieku Lopego de Vega. Utwór został napisany i przedstawiony z okazji kanonizacji św. Izydora, patrona Madrytu w 1598 roku. Jest ułożony strofą pięciowersową (quintillą), rymowaną abbab lub aabba, pisaną ośmiozgłoskowcem. 
Salió Isidro acompañado, 

muy humilde y mesurado, 

mirando su serafín; 

y aunque de pardillo, en fin 

limpio, justo y aseado. 

Su jubón blanco de lino, 

su capote de dos haldas, 

con capilla a las espaldas, 

que hacía el rostro divino 

de rubíes y esmeraldas.